# Dionisiadi
Dionisiadi è il nome di un gruppo di isole situate a nord-est di Creta. Da un punto di vista amministrativo fanno parte del comune di Sitia nell'unità periferica di Lasithi.
L'arcipelago è composto da quattro isole disabitate: Gianysada, Dragonada, Paximada e Paximadaki.
Le isole fanno parte dell'area Natura 2000 GR4320006.